# 清水煩悩
清水 煩悩（しみず ぼんのう）は、和歌山県和歌山市出身のシンガーソングライター。作詞作曲に加え、ジャケットのイラストやアニメーションも自ら作っている。

## 概要
和歌山県和歌山市出身のシンガーソングライター。作詞作曲に加え、ジャケットのイラストやアニメーションも自ら作っている。

## 経歴
和歌山県和歌山市出身。2017年、1stアルバム「みちゅしまひかり」発表直後から「天才発見!」と世間を騒がせ、その後、坂本龍一、長嶋りかこ、石川浩司、TOMOVSKY、奇妙礼太郎、コムアイといった多くのアーティストから称賛を得た。絵描き、イラストレーターとしても精力的に活動しており、各分野からも支持されている。
2016年11月、J-WAVEラジオ、SPARKにて水曜日のカンパネラ・コムアイに「天才じゃない?」と賞賛される。その後、2017年3月に自主制作盤『みちゅしまひかり』を発売、同年には奇妙礼太郎主催ライブ〈同じ月を見ている〉に出演。2018年4月にP-VINE流通協力のもと、2ndアルバム『ひろしゅえりょうこ』をSNEEKER BLUES RECOREDSから全国リリース。同年12月には小泉今日子がポップアイコンを努めるFODオリジナル音楽番組「PARK」でTV初出演を果たす。
2019年1月、下北沢風知空知にてMV先行上映会&トークショーと題して製作関係者が一堂に会したイベントを開催。その後、同年の秋に奥多摩の森で「まほう」「ﾘﾘｨ」の2曲を収録、むこうぎしサウンドのプロジェクトとして公開された。
2019年から2020年には100歳でこの世を去った革命家・史明が開業した池袋の歴史ある中華料理店・新珍味に住み込みで働いていた。
アルバム制作のためにクラウドファンディングを実施。それと連動し、10月からradioDTMの公式サイトで対談企画『煩算』を連載。同月、坂本龍一のラジオ番組J-WAVE「RADIO SAKAMOTO」にて、奥多摩の森で2曲30分一発録音された清水煩悩のライブビデオ「まほう」「ﾘﾘｨ」が紹介され賞賛のコメントが贈られた。2018年発売、2ndアルバム『ひろしゅえりょうこ』収録曲「シャラボンボン」のミュージック・ビデオが、2020年に開催された国際子供映画祭(NYICFF)で特別賞を受賞。同年、第23回 文化庁メディア芸術祭審査員推薦作品に入選。
2020年7月29日、3rdアルバム「IN,'M PRAY SUN」発売。
2024年1月24日、初となる7人編成（バンドセット）でのライブ音源「2023年12月13日7人編成（Live）」をデジタルリリース。
2024年9月18日、バンドセットで録音され、キャリア初となる英詞曲「Dolphin Kick」をデジタルリリース。
2025年3月〜5月、全ての録音がiPhoneのマイクで行われた新曲「僕がなくなって」「天使の悪口」「羊の目」を3ヶ月連続でデジタルリリース。SNSなどは全てのアカウントが無くなり、ホームページが開設されている。

## ディスコグラフィ
| 発売日        | リリース   | タイトル                      | 備考                                                  |
| ------------- | ---------- | ----------------------------- | ----------------------------------------------------- |
| 2016年10月1日 | シングル   | ビタミンC                     |                                                       |
| 2016年11月1日 | シングル   | 新南国ソン                    |                                                       |
| 2017年3月28日 | アルバム   | みちゅしまひかり              | 2017年3月28日自主制作発売開始。2017年8月15日配信開始  |
| 2018年4月18日 | アルバム   | ひろしゅえりょうこ            | SNEEKER BLUES RECORDSからP-VINE協力のもと全国流通開始 |
| 2020年6月17日 | 先行配信   | ﾘﾘｨ                           | 3rdアルバム『IN,I'M PRAY SUN』より先行配信            |
| 2020年7月29日 | アルバム   | IN,I'M PRAY SUN               | Metropoloni子                                         |
| 2024年1月24日 | ライブ音源 | 2023年12月13日7人編成（Live） | 初となる7人編成（バンドセット）でのライブ音源         |
| 2024年9月18日 | シングル   | Dolphin Kick                  | バンドセット                                          |
| 2025年3月26日 | シングル   | 僕がなくなって                | GarageBandによる宅録                                  |
| 2025年4月16日 | シングル   | 天使の悪口                    | GarageBandによる宅録                                  |
| 2025年5月7日  | シングル   | 羊の目                        | GarageBandによる宅録                                  |